# Morris Bergling
Robert Morris Bergling, född 23 juli 1898 i Hancheng, Shensi, Kina, död 14 januari 1982 i Gottsunda församling i Uppsala län, var en svensk missionär, skolman, präst och författare.
Morris Bergling var son till missionären Robert Bergling och norskbördiga Dagny, född Aass, samt bror till Wilhelm Bergling och farbror till Gunnar Bergling. Efter skolgång i Stockholm läste han i Strängnäs där han 1919 avlade folkskollärarexamen. Han blev student vid Uppsala universitet samma år men läste också vid Menighetsfakulteten i Oslo 1922. Han var lärare vid Svenska realskolan för svenska barn i Kikung, Kina, 1922–1923, vid folkskoleseminariet (för kineser) i Yuncheng 1924–1926 och var rektor där 1926–1927. Därefter följde ett år som föreläsare vid Peking Acaademy. 1928 började han studera i Göteborg och blev filosofie kandidat 1929.
För missionsgärning prästvigd 1929 i Växjö reste han till Kina där han var missionssekreterare 1931–1934, seminarierektor 1932–1935 och lärare vid Lutheran Theological Seminar i Shekou, dagens Wuhan, Hubei, 1935–1937. 1938 kom han till Johannelunds teologiska institut där han först var lärare och 1940–1945 var rektor.
Efter studier i Lund blev han 1940 teologie kandidat och genomgick 1942 praktisk-teologiska seminariet där. Från 1945 verkade han sedan i församlingstjänst inom Svenska kyrkan, först som komminister i Hagshults församling i Växjö stift och därefter från 1950 i Jönköpings Kristina församling. Från 1956 till pensioneringen 1960 var tillförordnad kyrkoherde i Åkers församling, Växjö stift.
Förutom böckerna Bilder från Kinas religiösa liv (1937) och Gula perspektiv: barndom och lärarår i Mittens rike (1968) skrev han artiklar i tidningar, tidskrifter och publikationer. Han var också medredaktör för tidskriften Reflexer i Kina.
Morris Bergling gifte sig 1924 med Carola Rudvall (1897–1976), dotter till seminarierektor Karl Rudvall och läraren Elisabeth Rosén. De fick barnen Sten (född 1925), Solveig (1927–2011), Rolf (född 1931) och Roy (1934–2006).
Han är begravd på Uppsala gamla kyrkogård.